# Rhinopithecus
Rhinopithecus Milne Edwards, 1872 è un genere di scimmie del Vecchio Mondo appartenenti alla famiglia Cercopithecidae (sottofamiglia Colobinae), diffuso in Asia.

## Descrizione
Queste scimmie, note anche come scimmie dal naso camuso, devono il loro nome comune al breve moncone di naso che spicca sulla loro faccia rotonda, con le narici disposte in avanti. Hanno una lunga pelliccia relativamente variopinta, soprattutto sulle spalle e sul dorso. La loro lunghezza varia tra i 51 e gli 83 cm, a cui si aggiunge una coda tra i 55 e i 97 cm.

## Biologia
Le scimmie dal naso camuso abitano nelle foreste montane fino all'altezza di 4000 m e in inverno si spostano verso le più appartate altitudini inferiori. Trascorrono la maggior parte della loro vita sugli alberi. Vivono insieme in gruppi molto grandi che possono raggiungere i 600 membri, dividendosi in gruppi più piccoli nei periodi di scarsità di cibo, come d'inverno. I gruppi comprendono molti più maschi che femmine. Hanno uno spiccato istinto territoriale e difendono il loro territorio soprattutto emettendo delle forti grida. Hanno un vasto repertorio vocale che possono talvolta esibire da sole, mentre altre volte emettono richiami tutte insieme, formando una specie di coro.

### Alimentazione
La dieta di questi animali consiste soprattutto di aghi di conifere, germogli di bambù, frutta e foglie. Uno stomaco multicamerato le aiuta a digerire meglio il cibo.

### Riproduzione
L'impulso ad accoppiarsi colpisce prima la femmina. Con lo sguardo essa entra in contatto con il maschio e poi scappa via per una breve distanza, mettendo in mostra i genitali. Se il maschio mostra interesse (cosa che non sempre accade), raggiunge la femmina e si accoppia. Dopo un periodo di gestazione di 200 giorni essa dà alla luce un solo piccolo alla fine della primavera o all'inizio dell'estate. I giovani diventano completamente maturi tra i 5 e i 7 anni di età. Gli zoologi conoscono molto poco sulla durata della loro vita.

## Distribuzione
Le scimmie del genere  Rhinopithecus vivono in Asia e il loro areale va dalla Cina meridionale (soprattutto Tibet, Sichuan, Yunnan e Guizhou) fino alle regioni settentrionali del Vietnam e al Myanmar nord-orientale. Si erano avvicinati all'estinzione ma nell'ultimo periodo un picco improvviso di nascite ha riportato il numero degli esemplari fuori dalla zona a rischio.

## Tassonomia
Le scimmie del genere Rhinopithecus, prima di essere riconosciute come un genere a sé stante, venivano raggruppate assieme alle specie del genere Pygathrix, con le quali sono in effetti strettamente imparentate.
Il genere comprende 5 specie:
- Rhinopithecus avunculus - rinopiteco del Tonchino
- Rhinopithecus bieti - rinopiteco bruno
- Rhinopithecus brelichi - rinopiteco dal mantello bianco
- Rhinopithecus roxellana - rinopiteco dorato
- Rhinopithecus strykeri - rinopiteco di Stryker[1]